# Arcieparchia di Tiro dei Maroniti
L'arcieparchia di Tiro dei Maroniti (in latino Archieparchia Tyrensis Maronitarum) è una sede della Chiesa maronita in Libano. Nel 2022 contava 42.000 battezzati. È retta dall'arcieparca Charbel Abdallah.

## Territorio
L'arcieparchia estende la sua giurisdizione sui fedeli maroniti del sud del Libano.
Sede arcieparchiale è la città di Tiro, dove si trova la cattedrale Notre-Dame-des-Mers.
Il territorio è suddiviso in 20 parrocchie.

## Storia
Fino al XVIII secolo il patriarcato maronita era solo formalmente suddiviso in eparchie: di fatto i vescovi erano tutti considerati come ausiliari del patriarca, l'unica vera guida della nazione maronita.
Il sinodo maronita del Monte Libano del 1736 istituì canonicamente le eparchie, tra cui quella di Tiro, unita a quella di Sidone. La Santa Sede approvò le decisioni del sinodo con la bolla Apostolica praedecessorum di papa Benedetto XIV del 14 febbraio 1742.
Per un certo periodo nella prima metà dell'Ottocento (1819-1837) le eparchie unite di Tiro e Sidone furono la sede propria del patriarca di Antiochia di Maroniti.
Il 26 gennaio 1906 le due sedi episcopali furono separate con la creazione di due diocesi distinte, ognuna con una propria giurisdizione, in forza della bolla Supremi apostolatus di papa Pio X.
Nel 1965 l'eparchia di Tiro è stata elevata al rango di arcieparchia.
L'8 giugno 1996 ha ceduto una porzione di territorio a vantaggio dell'erezione dell'arcieparchia di Haifa e Terra Santa.

## Cronotassi dei vescovi
Si omettono i periodi di sede vacante non superiori ai 2 anni o non storicamente accertati.
- Ignazio † (prima del 1736 - dopo il 1746[4])
- Mikhail Fadel † (1762 - 1786 confermato arcieparca di Beirut)
- ...
  - Simone Zevain † (menzionato il 25 maggio 1823) (vicario patriarcale con il titolo di Tiro)[5]
  - Abdallah Bostani (Elbostari) † (15 agosto 1819 - 1837 o 1838) (vicario patriarcale con il titolo di Sidone)
- Abdallah Bostani (Elbostari) † (1837 o 1838 - 1866 deceduto)
- Pierre Bostani † (5 ottobre 1866 - 2 novembre 1899 deceduto)
- Paul Basbous † (25 settembre 1900 - 26 gennaio 1906 nominato eparca di Sidone)
- Checrallah Khouri, C.M.L. † (31 gennaio 1906 - 11 febbraio 1934 deceduto)
- Boulos Meouchi † (19 aprile 1934 - 25 maggio 1955 eletto patriarca di Antiochia)
- Michael Doumith † (21 aprile 1956 - 11 dicembre 1959 nominato eparca di Sarba)
- Joseph Khoury † (11 dicembre 1959 - 5 febbraio 1992 deceduto)
- Maroun Khoury Sader † (1º giugno 1992 - 25 settembre 2003 ritirato)
- Chucrallah-Nabil El-Hage (25 settembre 2003 - 1º novembre 2020 ritirato)
- Charbel Abdallah, dal 1º novembre 2020

## Statistiche
L'arcieparchia nel 2022 contava 42.000 battezzati.
| anno | popolazione | popolazione | popolazione | presbiteri | presbiteri | presbiteri | presbiteri                | diaconi | religiosi | religiosi | parrocchie |
| anno | battezzati  | totale      | %           | numero     | secolari   | regolari   | battezzati per presbitero | diaconi | uomini    | donne     | parrocchie |
| ---- | ----------- | ----------- | ----------- | ---------- | ---------- | ---------- | ------------------------- | ------- | --------- | --------- | ---------- |
| 1950 | 11.361      | ?           | ?           | 25         | 18         | 7          | 454                       |         | 4         |           | 20         |
| 1970 | 66.000      | 2.796.714   | 2,4         | 34         | 12         | 22         | 1.941                     |         | 22        | 26        | 17         |
| 1980 | 21.500      | ?           | ?           | 16         | 8          | 8          | 1.343                     |         | 8         | 20        | 26         |
| 1990 | 22.000      | ?           | ?           | 21         | 14         | 7          | 1.047                     |         | 14        | 29        | 21         |
| 1999 | 44.000      | ?           | ?           | 28         | 16         | 12         | 1.571                     |         | 19        | 42        | 21         |
| 2000 | 43.000      | ?           | ?           | 26         | 16         | 10         | 1.653                     |         | 15        | 44        | 22         |
| 2001 | 41.000      | ?           | ?           | 25         | 16         | 9          | 1.640                     |         | 15        | 44        | 22         |
| 2002 | 41.000      | ?           | ?           | 25         | 17         | 8          | 1.640                     |         | 14        | 35        | 22         |
| 2003 | 41.500      | ?           | ?           | 22         | 14         | 8          | 1.886                     |         | 14        | 29        | 21         |
| 2004 | 42.000      | ?           | ?           | 22         | 14         | 8          | 1.909                     |         | 9         | 39        | 21         |
| 2009 | 42.500      | ?           | ?           | 28         | 18         | 10         | 1.517                     |         | 10        | 46        | 22         |
| 2010 | 42.500      | ?           | ?           | 29         | 18         | 11         | 1.465                     |         | 11        | 46        | 22         |
| 2014 | 42.500      | ?           | ?           | 37         | 22         | 15         | 1.148                     |         | 17        | 34        | 22         |
| 2017 | 42.500      | ?           | ?           | 34         | 21         | 13         | 1.250                     |         | 14        | 34        | 22         |
| 2020 | 42.755      | ?           | ?           | 34         | 22         | 12         | 1.257                     | 2       | 22        | 34        | 22         |
| 2022 | 42.000      | ?           | ?           | 33         | 21         | 12         | 1.272                     |         | 18        | 20        | 20         |